# Bettwil
Bettwil est une commune suisse du canton d'Argovie dans le district de Muri.

Vue aérienne (1949)